# Лондонски маратон
Лондонски маратон (енгл. London Marathon) је великотрасна трка која се одржава у Лондону, у Уједињеном Краљевству као део такмичења Велики светски маратони. Трка је први пут одржана 29. марта 1981. године, и одржавана је на пролеће сваке наредне године. Од 2010. године, трку спонзорише Вирџин мани, и познат је као Вирџин мани Лондонски маратон. 34. Лондонски маратон се одржао 13. априла 2014. године, а Лондонски маратон 2015. године је заказан за 26. април 2015. године.

## Преглед
Трку је финансирао бивши олимпијски шампион и новинар, Крис Брашер и велшки атлетичар Џон Дизли. Овај спортски догађај организује Хју Брашер (Крисов син) као директор трке и Ник Бајтел као извршни директор.
Уз то што је један од пет највећих међународних маратона који се одржавају на раздаљини од 42,195 километара, IAAF стандард за маратон је установљен 1921. године и првобитно је коришћен на Олимпијским играма 1908. године, Лондонски маратон је такође велики спортски догађај, од кога је већи једино Great North Run у Саут Шилдсу по броју учесника. Догађај је прикупио преко 450 милиона британских фунти за добротворне сврхе од 1981. године, и држи Гинисов светски рекорд за највеће годишње повећање средстава у свету, када су 2009. године учесници доделили преко 47,2 милиона фунти у добротворне сврхе. Године 2007, 78% свих учесника приложио је новац. Године 2011, званична добротворна организација Лондонског маратона била је Оксфам.

## Историја
Лондонски маратон није био прва трка на велику раздаљину која се одржавала у граду који има дугу историју маратонских догађаја. Политехнички маратон (такође познат као Поли) одржан је 1909. године.
Садашњи Лондонски маратон 1981. године су финансирали бивши олимпијски шампион и новинар Крис Брашер и велшки атлетичар Џон Дизли.

## Организација
Трку тренутно организује некадашњи рекордер на 10.000 m, Дејвид Бедфорд као директор трке и Ник Бајтел као извршни директор. Бедфорду и Бајтелу је промакао период велике промене трке, укључујући и амандмане за стазу 2005. године, када је калдрмасти огранак код Лондонског торња замењен равном улицом код Аутопута.

## Спољње везе
- Званични веб-сајт

-{
- Official map - splits given in miles
- Results of previous races - splits given in kilometres

- Interactive Route map from the Guardian (2009 route)
- Historical weather information for marathon days in London Архивирано на веб-сајту  (5. април 2011)
- The Official Register of London Marathon Runners 2001-2010, published by Aubrey Books

}-